# Cerkev sv. Florjana, Kamnik pod Krimom
Cerkev svetega Florjana v Kamniku pod Krimom je podružnična cerkev Župnija Preserje.
Cerkev je bila prvič omenjena leta 1526, sedanjo podobo pa je dobila leta 1750. Vmes je večkrat tudi pogorela, nazadnje leta 1880. Glavni oltar je izdelan v rokokojskem stilu.